# Paul Marchandeau
Pour les articles homonymes, voir Marchandeau (homonymie).
Paul Henri Marie Joseph Marchandeau, né le 10 août 1882 à Gaillac (Tarn) et mort le 31 mai 1968 à Paris 15e, est un avocat, journaliste et homme politique français radical-socialiste.

## Biographie

### Jeunesse et études
Fils de l'écrivain Léon Marchandeau (1847-1939), et frère de Marcel Marchandeau dit Touny-Lérys, poète. Paul est le premier capitaine du club de rugby de l'Union athlétique gaillacoise de 1900 à 1901. Il est capitaine des Glaïeuls (association scolaire) et du Stade Gaillacois (association sportive civile), l'Union Athlétique Gaillacoise ne naissant que le 20 décembre 1940.
Il est élève au lycée de Toulouse. Il suit ensuite des études de droit à la faculté de droit de Paris, dont il obtient un doctorat.

### Carrière journalistique
Il entre en 1911 à l'Éclaireur de l'Est dont il devient rapidement rédacteur en chef, puis président directeur général. Il perd la direction de son journal à la Libération, puis perd son procès pour retrouver la direction de ce qui est devenu L'Union.

### Parcours politique
Il est élu au conseil municipal et devient maire de Reims en 1925 jusqu’à ce qu’il démissionne en 1942. 
Il est président de l’Association des maires de France, en 1934.
Il est élu conseiller général du 3e canton en 1935 et président du Conseil général de la Marne en 1937.

### Carrière politique
En 1926, Paul Marchandeau commence une carrière politique sur le plan national. Élu député de la Marne, il siège quatre années à la Chambre des députés avant d'occuper d’abord un certain nombre de postes de sous-secrétaire d'État.
Du 21 au 25 février 1930, il est sous-secrétaire d'État à l'Intérieur dans le gouvernement Camille Chautemps (1). Il revient député lors de la chute du gouvernement, mais retrouve le 13 décembre 1930 un poste, sans portefeuille, de sous-secrétaire d'État à la Présidence du Conseil, dans le gouvernement Théodore Steeg. Il quitte ce poste le 22 janvier 1931.
Du 3 juin au 14 décembre 1932, il retrouve ce poste dans le gouvernement Édouard Herriot (3). Il reste après cela en retrait des postes ministériels durant deux années. 
Il doit attendre le 23 novembre 1933 pour être nommé ministre du Budget, cette fois-ci dans le deuxième gouvernement Camille Chautemps. Il œuvre au rétablissement de l'équilibre budgétaire. Il quitte le poste le 27 janvier 1934 pour être nommé trois jours plus tard, et jusqu'au 7 février 1934, ministre des Finances dans le gouvernement Édouard Daladier (2). Toutefois, l'assassinat d'Alexandre Ier de Yougoslavie et du ministre Louis Barthou à Marseille provoque la chute du gouvernement.
Du 13 octobre au 8 novembre de cette année, il est ministre de l'Intérieur dans le gouvernement Gaston Doumergue (2). Le ministère d'apaisement étant parvenu à ses fins, il se dissout. Il est alors nommé ministre du Commerce et de l'industrie jusqu'au 31 mai 1935 dans le gouvernement Pierre-Étienne Flandin (1). La chute de ce gouvernement marque un temps de retrait de Marchandeau des ministères de la Troisième République.
Il est rappelé du 18 janvier au 10 mars 1938 comme ministre des Finances du gouvernement Camille Chautemps (4). Il perd ce poste pendant un mois exactement, et y revient du 10 avril au 1er novembre 1938 dans le gouvernement Édouard Daladier (3).
Du 1er novembre 1938 au 1er septembre 1939, il est ministre de la Justice sous le gouvernement Édouard Daladier (3) et le gouvernement Édouard Daladier (4). En qualité de garde des sceaux, il est l’auteur du décret-loi du 21 avril 1939 qui modifie la loi du 29 juillet 1881 sur la liberté de la presse, en prévoyant des poursuites « lorsque la diffamation ou l'injure, commise envers un groupe de personnes appartenant, par leur origine, à une race ou à une religion déterminée, aura eu pour but d'exciter à la haine entre les citoyens ou les habitants ».
Pris dans un contexte de montée des attaques antisémites dans la presse, le décret-loi Marchandeau est ensuite abrogé par la loi du gouvernement de Vichy du 16 août 1940,.
Le 10 juillet 1940, il vote en faveur du projet de loi organique accordant les pleins pouvoirs constituants au maréchal Philippe Pétain. 
Marchandeau poursuit sa carrière politique sous le régime de Vichy durant la Seconde Guerre mondiale comme maire de Reims et président de l'association des maires de France ; il est reçu à ce titre en août 1942 par le maréchal Pétain et Pierre Laval. Il est déclaré inéligible à la Libération et se retire de la vie politique en 1944,.

## Vie privée
Il est membre de la loge maçonnique  de Reims La Sincérité, et faisait partie des nombreux élus francs-maçons de la Marne.
Il épouse Élisabeth Vieu, fille de Louis Vieu, sénateur-maire de Castres (Tarn), qui lui donne deux enfants, Marguerite et Louis-Paul.
Veuf, il se remarie avec Andrée Cuvillier (d) , ancienne cantatrice de l'Opéra-Comique, le 7 décembre 1960 .
Il meurt en son domicile, 3 avenue de Champaubert dans le 15e arrondissement de Paris le 31 mai 1968.

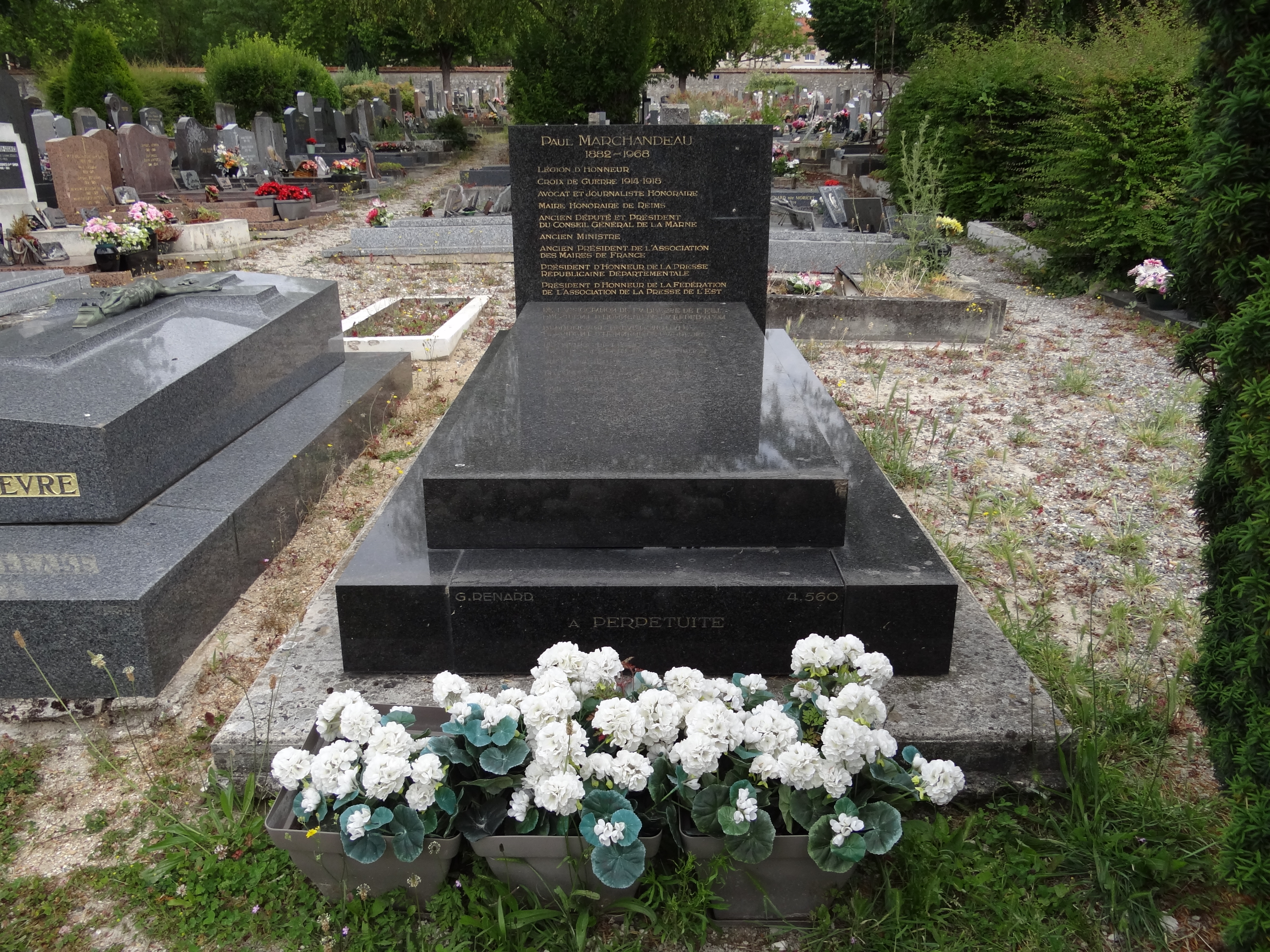
La tombe de Paul Marchandeau au cimetière du sud de Reims (Marne).

Il est incinéré au Père-Lachaise et ses cendres furent ramenées à Reims pour être inhumées au cimetière du Sud où l’on peut voir son médaillon en bronze par Léon Margotin (1859-1937), daté 1930.

## Distinctions
La ville de Reims lui a dédicacé l'avenue Paul-Marchandeau ainsi que la caserne des pompiers de Reims-Marchandeau.
Il était :
- Chevalier de la Légion d'honneur (10 octobre 1922)[10]
- Croix de guerre 1914–1918
- Officier de l'Instruction publique

## Écrits
- Université de Paris. Faculté de droit. De la Vérification des pouvoirs devant les Chambres françaises, thèse... par Paul Marchandeau,  Paris : L. Larose et L. Tenin, 1909.

## Sources
- « Paul Marchandeau », dans le Dictionnaire des parlementaires français (1889-1940), sous la direction de Jean Jolly, PUF, 1960 [détail de l’édition]